# Associazione italiana guide e scouts d'Europa cattolici
L'Associazione Italiana Guide e Scouts d'Europa Cattolici della Federazione dello Scautismo Europeo, indicata anche come Scouts d'Europa - FSE, è la seconda associazione scout italiana per numero di iscritti, è stata fondata nel 1976, Ispirata agli ideali di Lord Baden-Powell, fondatore del movimento scout.

## Caratteristiche
L'Associazione Italiana Guide e Scouts d'Europa Cattolici è nata a Roma il 14 aprile 1976, fondata da un gruppo di capi appartenenti all'ASCI (Associazione Scouts Cattolici Italiani) e all'AGI (Associazione Guide Italiane) ma che in occasione della fusione delle due associazioni hanno scelto di rimanere fedeli alla tradizione dello scautismo cattolico italiano.
Dichiara di voler perseguire l'educazione dei ragazzi e delle ragazze secondo la metodologia tradizionale dello scautismo e del guidismo ideati da Robert Baden-Powell, applicandone fedelmente il metodo così come descritto nei testi del fondatore e interpretato nella tradizione dello scautismo cattolico italiano nello spirito della fraternità europea.
È una delle associazioni scout cattoliche che si propone una educazione in linea con il magistero della Chiesa cattolica, dalla quale è riconosciuta.
L'associazione è apartitica e indipendente da ogni schieramento politico, essa promuove un impegno politico quale "buon cittadino".
I soci non possono intervenire in uniforme, né in quanto membri dell'associazione, a riunioni o manifestazioni di carattere politico, partitico o sindacale e in nessun caso possono coinvolgere l'associazione stessa a fini che non sono quelli suoi propri fissati dalla statuto; non possono inoltre essere dirigenti o attivisti di partiti o movimenti politici.
L’associazione aderisce all'Unione Internazionale delle Guide e Scouts d'Europa - Federazione dello Scautismo Europeo (UIGSE-FSE) e stabilisce rapporti di fraternità con le altre associazioni scout in Italia e nel mondo e rapporti di collaborazione con altri enti ed associazioni che hanno come fine l’educazione dei giovani, i servizi civici e la protezione della natura.
È riconosciuta dallo Stato italiano con DPR n.240 del 18-3-1985 pubblicato sulla G.U. del 7-6-85 e dalla Conferenza Episcopale Italiana con Decreto n. 959/98 del 15/10/1998, mantiene relazioni con l'AGESCI e con il MASCI.
L'Associazione Italiana Guide e Scouts d'Europa Cattolici pubblica diverse riviste per le varie branche e per i Capi: Azimuth per i Capi, Famiglia Felice per Lupetti e Coccinelle, Tracce per Esploratori e Guide e Carnet di Marcia per Rover e Scolte.

## Organizzazione

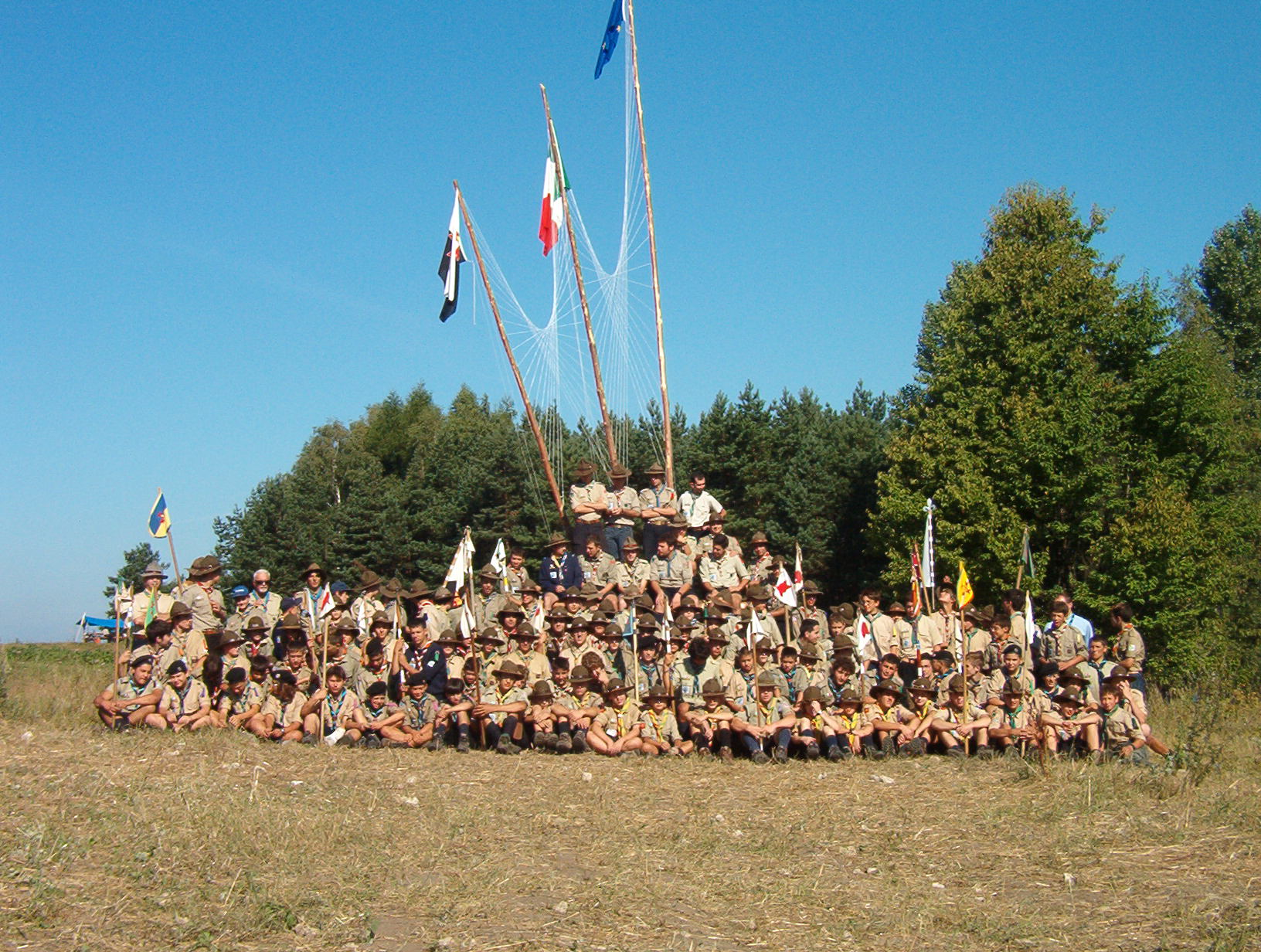
Gruppo di scouts d'Europa a un campo che chiamano "San Giorgio".

L'associazione è diffusa in 17 regioni italiane con 183 gruppi locali.
I gruppi sono raggruppati attualmente in 26 distretti i quali sono riuniti a loro volta in 4 macroregioni (nord, sud, est, ovest).

### Livello nazionale
L'associazione a livello nazionale è guidata dal consiglio direttivo e dal commissariato nazionale.
Il Consiglio Direttivo è composto: dal Presidente, dal vice Presidente, dal commissario generale Scout, dalla commissaria generale Guida, dal segretario generale, dal tesoriere generale e dall'assistente generale.
Il commissariato nazionale è composto da: i commissari generali ed i loro eventuali vice commissari generali, l'assistente generale, i commissari e gli assistenti nazionali alle varie Branche. Possono partecipare, su invito dei commissari generali, i commissari regionali, i vice commissari regionali e se ritenuto necessario gli Assistenti spirituali alle regioni.
Ogni commissario di branca è affiancato da una pattuglia nazionale composta da Capi esperti e affiancati da un assistente spirituale di branca. Tale pattuglia è incaricata di seguire la formazione Capi, proporre e organizzare attività nazionali di branca, organizzare e dirigere eventi di branca nazionali e internazionali.
Il ruolo di rappresentanza dell'associazione è ricoperto dal presidente e dal vice presidente (quest'ultimo di sesso opposto del presidente).
L'assemblea generale, organo legislativo dell'Associazione è composta da tutti i Capi in possesso di Brevetto di Capo, si riunisce ogni tre anni per approvare la relazione e il programma triennale, il bilancio associativo, per eleggere i consiglieri nazionali e per deliberare sulla vita e gli orientamenti dell'associazione.
Il consiglio nazionale elegge il consiglio direttivo che a sua volta, su indicazione dei commissari generali nomina i commissari nazionali delle branche.
L'assistente generale e gli assistenti nazionali di branca sono nominati dalla Conferenza Episcopale Italiana su proposta del consiglio direttivo.

#### Organigramma del livello nazionale dell'organizzazione (dal 2024 al 2027)
- Presidente: Franco Caldato
  - Consiglio Nazionale
- Vice presidente: Marisa Licursi
- Assistente generale: don Stefano Zeni
- Commissario generale scout (responsabile della sezione maschile): Paolo Bramini
  - Commissario nazionale branca Lupetti (Akela d'Italia): Domenico Mandalà
  - Assistente nazionale Lupetti (Baloo d'Italia):
    - Pattuglia nazionale Lupetti

  - Commissario nazionale branca Esploratori: Francesco Brunori
  - Assistente nazionale branca Esploratori: 
    - Pattuglia nazionale Esploratori

  - Commissario nazionale branca Rover: Alessandro Galantin
  - Assistente nazionale branca Rover: don Andrea Righi
    - Pattuglia nazionale Rover
- Commissaria generale Guida (responsabile della sezione femminile): Manuela Evangelisti
  - Commissaria nazionale branca Coccinelle: Marta Anna Gabryel
  - Assistente nazionale Coccinelle: Fra Andrea Cova
    - Pattuglia nazionale Coccinelle

  - Commissaria nazionale branca Guide: Laura Anni
  - Assistente nazionale Guide:
    - Pattuglia nazionale Guide

  - Commissaria nazionale branca Scolte: Cecilia Carretti
  - Assistente nazionale Scolte:
    - Pattuglia nazionale Scolte

- Segretario generale: Mario Scarano
- Tesoriere generale: Marco Leopardi

### Livello regionale e di distretto
La struttura organizzativa regionale e di distretto riflette quella nazionale: a livello regionale, un Commissario Regionale, nominato dal consiglio direttivo su proposta dei Capi della regione, è responsabile della guida. È affiancato da un Vice Commissario Regionale (di sesso opposto) e da un Assistente Regionale. Inoltre, sono presenti pattuglie di branca, guidate da Incaricati Regionali di Branca, che operano a livello regionale.
I Commissariati Regionali svolgono diverse funzioni cruciali: organizzano attività ed eventi regionali, collaborano alla formazione dei capi, rappresentano l'associazione e mantengono relazioni con le diocesi locali. Hanno anche il compito di supervisionare l'operato dei gruppi e dei capi all'interno della regione di competenza.
A livello di distretto, il Commissariato di Distretto è guidato da un Commissario di Distretto, nominato dal consiglio direttivo su proposta del Commissario Regionale e dei Capi del distretto. Anche in questo caso, sono presenti Incaricati di Branca di distretto.

### Livello locale
A livello locale le attività sono gestite dal gruppo scout.
La comunità di educatori responsabile del gruppo è il consiglio di gruppo, composto dal capo gruppo, dall'assistente di gruppo, dal rappresentante dell'ente promotore, dai Capi e assistenti delle singole unità, da tutti i soci dirigenti in servizio nel gruppo e da un rappresentante delle famiglie per ciascuna unità.
La Direzione di Gruppo è la Pattuglia Direttiva del Gruppo; essa è formata dal Capo Gruppo, dal Vice Capo Gruppo, dall'Assistente Spirituale del Gruppo, dai Capi e Assistenti delle singole Unità. Si riunisce periodicamente per il governo ordinario e la conduzione del Gruppo stesso e per attività di formazione e di crescita comune, spirituale, tecnica e metodologica dei Capi del Gruppo.
Il capo gruppo e i capi unità hanno uno o più aiuti che collaborano con loro nella organizzazione delle attività.

## Metodologia
L'associazione utilizza il metodo tradizionale dello scautismo cattolico italiano tramite l'intereducazione, ovvero l'educazione di ragazzi e ragazze in unità parallele divise per sesso e per età.
Nell'associazione sono previste 6 branche, 3 maschili e 3 femminili per le varie età. La formazione capi è coordinata dal commissariato nazionale ed è attuata da ogni branca in maniera autonoma.

### L'intereducazione
Il concetto di intereducazione si riferisce fondamentalmente all'educazione reciproca tra persone. In un senso più ampio, significa imparare e crescere attraverso la relazione con qualsiasi altra persona che incontriamo, come compagni, amici o figure di riferimento. In questo senso, qualsiasi attività educativa che coinvolge l'interazione tra individui diversi promuove l'intereducazione.
Tuttavia, il termine "intereducazione" viene spesso usato con un significato più specifico, riferendosi all'educazione tra ragazzi e ragazze, considerando le loro differenze di sensibilità, carattere e modo di essere. In questa accezione, non si tratta semplicemente di educare maschi e femmine insieme, ma di educare ciascuno individualmente partendo dalla propria identità di ragazzo o ragazza.
L'intereducazione, quindi, non è la stessa cosa della coeducazione, dove i due sessi sono educati con le stesse modalità e negli stessi contesti. Al contrario, l'intereducazione prevede una fase iniziale in cui ragazze e ragazzi crescono in gruppi separati per età e sesso. Questo permette di valorizzare e sviluppare le caratteristiche tipiche di ciascuna identità, maschile e femminile.
L'obiettivo finale dell'intereducazione è di creare le basi per un successivo incontro e collaborazione tra i due sessi. In questa fase, lo scambio delle qualità e delle ricchezze proprie di ragazzi e ragazze diventa centrale per una mutua crescita a livello psicologico, affettivo, culturale e spirituale. L'intereducazione mira quindi a formare persone capaci di relazionarsi profondamente con l'altro sesso, rispettando le differenze e arricchendosi reciprocamente. In sintesi, è un percorso educativo che, pur tenendo conto delle specificità di genere, prepara all'incontro e alla collaborazione tra uomini e donne.
Al proposito papa Giovanni Paolo II ricorda:
È evidente però che tutto questo significa per la donna non la rinuncia alla sua femminilità né l'imitazione del carattere maschile, ma la pienezza della vera umanità femminile quale deve esprimersi nel suo agire, sia in famiglia sia al di fuori di essa, senza peraltro dimenticare in questo campo la varietà dei costumi e delle culture.»
(Giovanni Paolo II, Familiaris consortio)
Questo principio si realizza in unità distinte per età e per sesso applicando in uno scautismo al maschile e al femminile che tenga conto delle rispettive caratteristiche di virilità e di femminilità, in modo da aiutare la formazione di uomini e donne di carattere, capaci di giocare il loro ruolo nella famiglia, nella Chiesa e nella società civile.

### Sezione Femminile
La sezione femminile utilizza una metodologia che segue la tradizione dell'AGI usando quali testi fondamentali Scautismo per ragazzi, Il libro dei Capi e Guida da te la tua Canoa.

#### Branca Coccinelle
Le Coccinelle sono delle bambine di età tra gli 8 e gli 11 anni che si apprestano a vivere il cammino dello scoutismo.
Il metodo Coccinelle ha come fine la formazione di bambine felici: la Gioia costituisce il filo conduttore di tutte le attività e di tutto il cammino della bambina. Il percorso della Coccinella si basa su tre sentieri, ognuno dei quali è articolato secondo i quattro punti di formazione di Baden Powell e integrato dalla Formazione Cristiana.
Sul Sentiero del Prato: la Cocci su una base di ordine armonia scopre la Gioia e pronuncia la Promessa.
Sul Sentiero del Bosco: la Coccinella interiorizza l’ordine esteriore e coglie il Mughetto, un fiore bianco, composto da più calici, simbolo di unione, comunità e della Gioia che si possiede.
Sul Sentiero del Montagna: la Coccinella impara a voler bene a tutti e a rendersi utile, coglie la Genziana, il fiore della Gioia che si dona.
L’Ambiente Bosco, in cui la bambina è inserita, le permette, attraverso il gioco, di fare esperienza concreta di quello che il metodo propone. Lo spirito del Metodo è espresso concretamente con la Legge, la Promessa e il Motto.
La Legge è rappresentata dai sette punti neri della Coccinella e caratterizzano tutto il suo cammino. Tutti e sette gli articoli sono in positivo e la Coccinella è aiutata a considerarli come un modello a cui aspirarsi.
La Promessa è un atto molto importante per la vita di ogni scout e in particolare per la vita di una bambina perché implica un impegno personale e costante. Non si tratta di un voto ma di un impegno offerto a Gesù, che viene pronunciato e mantenuto con “l’aiuto di Dio”.
Il Motto della Coccinella è “Eccomi” che richiama l’Eccomi nella storia della salvezza dell’uomo: l’Eccomi di Maria, mamma di Gesù, che si celebra il 25 Marzo, festa dell’Annunciazione e festa di tutte le Coccinelle d’Italia.
Il patrono della Branca Coccinelle è San Francesco d’Assisi, colui che accompagna la bambina con il suo esempio di Gioia, Favore e preghiera

#### Branca Guide
La Branca Guide è organizzata in Riparti ed è rivolta a ragazze tra gli 11 e i 16 anni.
Ogni Riparto è formato da 2 o più squadriglie di ragazze, ovvero un gruppetto dove le ragazze vivono l'avventura del guidismo. Qualora fosse presente una sola Squadriglia (per mancanza di ragazze o nel caso di un gruppo in formazione) la Squadriglia prende il nome di "Squadriglia libera" che fa riferimento al Riparto più vicino a essa.
La strutturazione del Metodo, del Riparto e della progressione della Guida sono quelli propri dello Scautismo Cattolico sviluppato nell'AGI: ogni Guì (è il nome dato a ogni aspirante-Guida) con il superamento delle prime prove è ammessa a pronunciare la Promessa, il suo cammino continua poi con il raggiungimento del livello di "Guida di Seconda Classe" e di "Guida di Prima Classe".
Il raggiungimento dei vari livelli è subordinato al superamento di alcune prove tecniche e all'impegno della Guida, ciò viene valutato dalla Corte d'Onore.
Patrono della Branca Guide è San Giorgio.
Il motto della branca è "Estote Parati!" (Sii preparata)

#### Branca Scolte
La Branca Scolte costituisce l'ultimo gradino nella maturazione della ragazza ed è rivolta a ragazze tra i 16 e i 21/22 anni.
Le Scolte sono riunite in Fuochi costituiti da Scolte Semplici e Scolte Viandanti.
- Le Scolte Semplici sono le Scolte appena giunte in Fuoco.
Queste non hanno ancora aderito formalmente alla comunità con la firma della Carta di Fuoco e sono riunite in un'apposita "Equipe". Oltre che alla normale vita di Fuoco l'Équipe Scolte Semplici si riunisce per un cammino che le porti a prendere coscienza delle scelte richieste nella Carta di Fuoco.
In tale cammino, guidato dalla Capo Fuoco, possono essere accompagnate da una Aiuto Capo Fuoco.
- Firmata la Carta di Fuoco, la Scolta diviene Scolta Viandante e continua il suo cammino fondato su: Comunità, Strada, Servizio e Fede, questo cammino prevede anche il servizio come Aiuto Capo in un Cerchio di Coccinelle o in un Riparto Guide del distretto di appartenenza o un servizio rivolto verso l'esterno dello Scautismo. In casi eccezionali, la Scolta vicina alla Partenza assume il servizio di Capo F.F. (Facente Funzione).

Tale cammino si conclude con la richiesta della Partenza durante la quale la Scolta viene investita con le insegne delle R-S.
Patrona della Branca Scolte è Santa Caterina da Siena.
Il motto della branca è "Servire!"
I motti adottati rappresentano l'impegno preso che varia e cresce con l'età e l'esperienza. Alla fine del percorso lo si può estendere in "Eccomi, sono pronta a servire."

### Sezione Maschile
La sezione maschile utilizza la metodologia tradizionale dell'ASCI usando quali testi fondamentali il Manuale dei lupetti, Scautismo per Ragazzi, La strada verso il successo, Il libro dei Capi.

#### Branca Lupetti
La Branca Lupetti è costituita da Branchi di bambini tra gli 8 e gli 11 anni. Ogni Branco rivive l'ambientazione della giungla di Rudyard Kipling ed è guidato da un Consiglio di Branco formato da Capi detti Vecchi Lupi: il Capo Branco porta il nome di Akela, l'Assistente Ecclesiastico Baloo e gli altri Capi i nomi di altri personaggi positivi presenti nelle storie di Mowgli (Bagheera, Kaa, Phao, ecc).
Il Cucciolo (è chiamato così l'aspirante Lupetto) comincia la sua Pista diventando alcuni mesi dopo, con la pronuncia della promessa, una "Zampa Tenera".
Il suo cammino rispecchia fedelmente quanto proposto da B.-P. nel Manuale dei Lupetti e applicato in ASCI nell'interpretazione di Fausto Catani, esso è fatto di prove in cui il lupetto cerca di migliorarsi continua con il raggiungimento della Prima Stella (il primo occhio aperto sulla giungla) e successivamente con la Seconda Stella (l'apertura del secondo occhio). Al termine del cammino del Lupetto vi è il Lupo Anziano.
A differenza delle precedenti tappe il Lupo Anziano non viene assegnato dall'Akela del Branco bensì da Akela d'Italia stesso.
Patrono della Branca Lupetti è San Francesco d'Assisi.

#### Branca Esploratori
La Branca Esploratori è organizzata in Riparti ed è rivolta a ragazzi tra gli 11 e i 16 anni.
Ogni Riparto è formato da 2 o più squadriglie di ragazzi che attraverso un forte senso di appartenenza e collaborazione, questo ambiente li responsabilizza e li incoraggia a affrontare il cammino scout con "spirito di avventura", elemento cardine del metodo. Qualora fosse presente una sola Squadriglia (per mancanza di ragazzi o nel caso di un Gruppo in formazione) la Squadriglia prende il nome di "Squadriglia Libera" che fa riferimento al Riparto più vicino a essa.
La strutturazione del Metodo, del Riparto e della progressione dello Scout sono quelli proposti in Scautismo per Ragazzi così come intesi nella tradizione italiana dall'ASCI: ogni ragazzo che si presenta al Riparto viene ammesso come Novizio dalla Corte d'Onore, successivamente con il superamento delle prove viene ammesso a pronunciare la Promessa con la quale diviene Scout a tutti gli effetti.
Proseguendo nel suo percorso di crescita, lo scout si impegna per diventare 'Esploratore di Seconda Classe' e successivamente 'Esploratore di Prima Classe', con l'aspirazione finale di essere riconosciuto 'Esploratore Scelto'.
Il raggiungimento dei vari livelli è subordinato al superamento di alcune prove tecniche e all'impegno personale del ragazzo, ciò viene valutato dalla Corte d'Onore, il riconoscimento di "Esploratore Scelto" proviene invece dal commissario nazionale di Branca Esploratori.
Patrono della Branca Esploratori è San Giorgio.

#### Branca Rover
Il Roverismo è lo Scoutismo dei Rover, cioè giovani la cui età va dai 16 anni (Novizio Rover) fino alla Partenza (che avviene fra i 21 e 22 anni). Esso è la fase conclusiva della formazione scout e ha l’intento di preparare il giovane ad assumersi le proprie responsabilità di uomo inserito nella Chiesa e nella società. La finalità del Roverismo è quindi l’educazione integrale dell’uomo secondo la concezione cristiana, mediante il metodo originale dei quattro punti di B.-P (La salute fisica, La formazione del carattere, Il servizio del prossimo e L’abilità manuale) con l’aggiunta di un quinto punto, la formazione cristiana, la quale permea di sé gli altri quattro e rappresenta lo scopo fondamentale dello Scoutismo cattolico. Il motto del Clan è SERVIRE.
Le tappe fondamentali che scandiscono il cammino del Rover sono:
• Il Noviziato: Il periodo ciclico della durata di un anno, caratterizzato dalla scoperta e dalla conoscenza del Roverismo, ha il fine di spingere il Novizio verso una scelta propria e consapevole. Ad accompagnare i Novizi in questo cammino sarà il Maestro dei Novizi.
• Firma dell’Impegno: L’anno di Noviziato si conclude con la Firma dell’Impegno; il Novizio, divenuto Rover inizia il proprio cammino che lo porterà alla Partenza, che raggiungerà nell’arco temporale di 4-5 anni. Durante questo periodo il suo ambiente di riferimento è la Comunità di Clan.
• Partenza: È il culmine del cammino del Rover che determina l’uscita del ragazzo dal clan per continuare da solo il proprio cammino di vita e, contestualmente, l’assunzione dell’impegno a servire (all’infinito) il prossimo. Dopo la cerimonia della Partenza l’ambiente educativo di riferimento non è più il Clan ma la vita stessa, verso la piena realizzazione di sé secondo il Progetto Divino. Durante la cerimonia, al Rover vengono consegnate – tra le poche altre cose - le lettere argentate che sono insegne del suo nuovo status di Rover-Scout (R-S)
Il Clan è formato da almeno 5-6 Rover (e non più di 20-25 fra Novizi Rover e Rover), è guidato dal Capo Clan in collaborazione con l’Assistente Spirituale ed eventualmente coadiuvato da uno o, se il numero lo richiede, due Aiuti Capo Clan. Il Maestro dei Novizi è un Aiuto Capo Clan ed è responsabile dell’educazione dei Novizi Rover, assieme al Capo Clan.
I mezzi educativi del Roverismo: i Rover, che solitamente provengono dall’esperienza vissuta nel Riparto, hanno come valori insiti nella Legge e nella Promessa Scout che nella Branca Rover si esplicitano e si declinano attraverso la Strada, la Comunità ed il Servizio. Questi tre elementi rappresentano il famoso Treppiede, tenuto saldo dalla corda della Spiritualità. Queste quattro componenti sono gli strumenti fondamentali del Roverismo, attraverso i quali vengono tarate e proposte le attività del Clan; sono le basi pedagogiche su cui si fonda la proposta fatta ai giovani.
Il Santo patrono dei Rover è San Paolo apostolo (la cui festa si celebra il 29 giugno insieme a San Pietro apostolo) ed è stato scelto come patrono in quanto, giunto alla verità attraverso una sofferta conversione, ha compiuto una grandiosa opera di testimonianza, attraverso lunghi viaggi nei quali ha portato il messaggio del Vangelo, esprimendo la coerenza della propria Fede e un amore incontenibile per Cristo. È tradizione che i rover si riuniscano il 25 gennaio, festa della Conversione di San Paolo, per una riflessione sulla figura del Santo, sulla sua vita e sulle sue opere.

### R-S
Con il termine R-S (Rover Scout - Rendere Servizio) in associazione si intendono tutti coloro (sia nella sezione maschile che femminile) che hanno completato il cammino prendendo la Partenza o che sono entrati in associazione in età adulta.
Questa categoria, sebbene non venga radunata in alcuna Branca, è parte integrante del gruppo. L'adulto è responsabile della propria formazione: questi può scegliere il cammino che ritiene più opportuno aderendo a proposte, anche non propriamente Scout, che gli vengono offerte. Egli ovviamente darà maggiormente peso alle proposte di crescita individuali e comunitarie proposte dalla propria Direzione di gruppo.
Parte fondamentale della vita dell'R-S è il "Servizio" (la sigla R-S prende il significato di "Rendere Servizio"), esso può essere svolto all'interno dell'associazione in qualità di capo o aiuto capo oppure all'esterno dell'associazione, anche detto servizio extra-associativo. Nel caso l'R-S ricopra il ruolo di capo o aiuto capo esso è tenuto a partecipare alla Formazione Capi prevista dall'associazione e agli incontri per capi proposti dalla Regione e dal Distretto.
Anche quando l'R-S presta servizio fuori dall'associazione rimane parte integrante del gruppo (se lo desidera) ed è da questo considerato sempre in servizio. Il suo aiuto può essere richiesto per collaborare alle attività del gruppo o a servizi che garantiscano queste ultime.

## Uniforme[7]
Fin dalla fondazione, ancor prima del riconoscimento federale, l'Associazione Italiana Guide e Scouts d'Europa Cattolici ha adottato l'uniforme FSE in quanto questa corrispondeva nei colori e nei modelli alle vecchie uniforme ASCI (da questa abbandonate negli anni sessanta) e AGI, con alcuni piccoli cambiamenti permessi dal Regolamento Federale.
Piccole differenze le troviamo ad esempio nei distintivi di Rover e Scolte, essendo le impostazioni italiane del Roverismo e dello Scoltismo diverse da quella francese.
Una particolarità va segnalata nei distintivi di classe di Esploratori e Guide, in essi è infatti riportato il motto "Estote parati", gli altri paesi d'Europa usano invece la dicitura "Semper parati". Ciò venne fatto per proseguire la tradizione ASCI.
Differisce particolarmente l'uniforme dei Lupetti, con un maglione e un berretto di colore verde (secondo la tradizione dell'ASCI) e che utilizza per le "stelle" della progressione personale i distintivi ASCI anziché le spillette usate in FSE.
Per l'uniforme della Coccinella è stata utilizzata l'uniforme AGI in quanto nella FSE non esistevano le Coccinelle prima dell'ingresso dell'associazione italiana. Comunque, a eccezione del copricapo, l'uniforme della Coccinella è identica a quella delle corrispondenti Branche femminili delle altre associazioni FSE.
Questi due tipi di uniformi sono utilizzati anche dalla FSE rumena, slovacca e ungherese il cui sviluppo è stato aiutato dall'associazione italiana.

## Storia

### Nascita ed Espansione

#### Premesse: Gli ultimi anni dell'ASCI e i primi dell'AGESCI
Sul finire degli anni sessanta i forti cambiamenti e le forti contraddizioni sociali si ripercossero pesantemente anche sullo scautismo creando uno sconvolgimento dell'ordine precostituito: si andò di fronte a contestazioni di parti importanti del metodo.
Nelle associazioni cattoliche, cioè l'Associazione Scouts Cattolici Italiani (ASCI) e l'Associazione Guide Italiane (AGI), vengono contestati i legami con la Chiesa (fino ad arrivare a contestazioni che riguardavano lo stesso fondatore Baden-Powell).
In questo clima l'associazione si divise in diverse fazioni che portano molti all'allontanamento dai vertici associativi che vennero da più parti accusati di eccessiva politicizzazione, diversi gruppi si isolarono dall'associazione e alcuni smisero addirittura di censirsi con l'ASCI e per le attività cominciarono ad appoggiarsi a piccole associazioni giovanili preesistenti o create ad hoc per l'occorrenza.
Nel 1973 si assistette alla nascita del primo gruppo di "Scouts d'Europa" che vide la luce a Udine e, non esistendo un'associazione italiana aderente alla FSE, si censiva regolarmente con l'associazione Francese.
Il 4 maggio 1974, l'Associazione Guide e Scouts Cattolici Italiani (AGESCI) nacque dalla fusione di ASCI e AGI.
In questo clima si marcò sempre più la divisione iniziata a registrare già in ASCI: alcuni gruppi non riconobbero la nuova associazione e sempre più si isolarono o accettarono la fusione pur manifestando il proprio dissenso.

#### La situazione laziale e i motivi della frattura
In assenza di un regolamento approvato dall'associazione la gestione delle attività passò in mano alle Assemblee regionali alle quali partecipavano Capi e aiuto-capo anche che non avessero completato l'iter di formazione.
In una di queste assemblee un gruppo di Capi presentò un documento firmato da 108 membri che proponeva una programmazione secondo l'impostazione del tradizionale scoutismo cattolico.
Il documento, come previsto dagli stessi promotori, non fu approvato e, nello sconcerto dei presentatori, venne stracciato tra gli applausi di molti dei presenti (circa 700 persone).
Parte di questi Capi, guidati da Attilio Grieco e da Franco Puppini, tutti in possesso di regolare Brevetto di Capo decise di proporsi per condurre uno dei tanti Campi Scuola di primo tempo Esploratori previsti per quell'anno dalla regione Lazio, forti di aver già organizzato e diretto, con la stessa pattuglia, diversi campi scuola nell'ASCI. I Responsabili regionali del Lazio bocciarono la candidatura, ma la pattuglia vide approvare la propria proposta dai Responsabili regionali delle Marche, che concessero loro di organizzare un campo nei pressi di Fano. A tale campo parteciparono una trentina di persone, tra cui circa 20 provenienti clandestinamente dal Lazio e senza il necessario "nulla osta " che concedesse loro di partecipare a un campo fuori dalla propria regione.
Consci di non poter continuare in questa situazione di clandestinità (nell'aprile di quell'anno alcuni gruppi non allineati erano arrivati a fare un campo di San Giorgio parallelo), questo gruppo di Capi, insieme ad altri Capi i cui gruppi erano già usciti dall'ASCI nei primi anni '70 (tra questi ricordiamo Franco Franchi de' Cavalieri, Arturo Vasta, Mons. Desiderio Noberls, i Mons. Alessandro e Agostino De Angelis e altri) e che già da tempo svolgevano molte attività insieme (San Giorgio, Uscite e campi gemellati, ecc.)  cominciò a pensare alla creazione di una nuova associazione.

#### I contatti con gli Scouts d'Europa e la nascita dell'associazione
A fine gennaio 1975 Perig Géraud-Keraod, commissario dell'FSE francese, si reca a Roma per organizzare un pellegrinaggio per i capi in occasione del Giubileo.
In questa occasione si incontra con Attilio Grieco con cui è in contatto da tempo e a cui chiede aiuto nella organizzazione di tale evento.
Nel settembre dello stesso anno un gruppo di 500 capi, rover e scolte delle associazioni francese, belga e canadese viene in pellegrinaggio a Roma suscitando la curiosità e l'interesse di molti che vedono in questi, in perfetto ordine e uniforme impeccabile, un esempio di quel tipo di stile scout andato perduto negli ultimi anni.
All'inizio del 1976 il Centro Studi Baden-Powell organizza un incontro a Roma, in questa occasione alcuni Capi romani hanno occasione di incontrarsi e parlare della situazione ipotizzando la creazione di un'associazione che possa confluire nella FSE.
Il 14 aprile di quell'anno un gruppo di Capi e Capo firma in presenza di un notaio di Roma il primo statuto della "Associazione Italiana Guide e Scouts d'Europa Cattolici" che venne subito sottoposta all'attenzione della FSE. In poco tempo arriva la risposta positiva (dopo un incontro decisivo a Parigi tra il commissario Federale Perig Géraud-Keraod e Augusto Ruberto) e l'invito a registrarsi presso la FSE per poter disporre degli emblemi e distintivi, cosa che avvenne solertemente tanto da poter battezzare la nuova associazione già al Campo di San Giorgio dello stesso anno (23 aprile) alla presenza di tutti i suoi 420 membri.

#### La prima espansione
La notizia della nascita della nuova associazione non tarda a spargersi, così confluiscono in questa associazione molte piccole associazioni quali l'"Associazione Gruppi e Ceppi Scout Cattolici Treviso", la "Associazione Indipendente Esploratori Italiani Cattolici" e moltissimi gruppi isolati anche di altre associazioni.
Tuttavia l'espansione derivò soprattutto alla nascita di nuovi gruppi fondati da capi che abbandonano i loro gruppi originari e si riuniscono sotto l'insegna della nuova associazione. Si ha così una diffusione a macchia di leopardo condizionata anche dal diverso appoggio dei vescovi: la FSE appena nata ancora non godeva del riconoscimento CEI e, sebbene in alcune realtà vescovi appoggiassero apertamente gli Scouts d'Europa (soprattutto grazie alla credibilità dei capi) in alcune realtà veniva mal vista una nuova associazione all'interno dello scautismo cattolico, anche per effetto del "Dossier Scouts d'Europe" diffuso dall'AGESCI.
L'espansione fu comunque notevole e un anno dopo la fondazione l'associazione contava già 2700 soci.
Dall'1 al 4 novembre 1976 si svolsero a Montegemoli in Provincia di Siena, i primi Campi Scuola della nuova associazione.
Già nel 1977 comincia la diffusione delle prime pubblicazioni associative: in aprile esce il primo numero della rivista "Scouts d'Europa" e in giugno esce "Carnet di marcia" per Scolte e Rover.
Nello stesso anno avvengono il Primo Campo Mobile Nazionale per Rover sulle Alpi Bellunesi e la prima Route Nazionale Scolte ad Assisi.
L'anno successivo i due eventi si ripetono in occasione del pellegrinaggio Federale promosso dalla UIGSE (primo evento internazionale della nuova associazione) presso il Santuario di Lourdes durante il quale la federazione si consacra alla Madonna.

#### Gli anni ottanta
Il decennio 1980 si apre con la prima Rupe d'Assisi, incontro di spiritualità Francescana organizzato dalla Branca Lupetti. L'evento continua a essere proposto ogni 3 anni.
L'anno successivo il cardinale Ugo Poletti, vicario di Roma, riconosce a livello diocesano l'associazione come cattolica.
Nel 1982 sui monti Ernici (nel frusinate) si effettuano il terzo Campo Mobile nazionale Rover e la Terza Route Nazionale Scolte conclusasi in Vaticano.
Nel 1983 l'associazione supera i 10000 iscritti e si registra l'uscita della rivista "Famiglia Felice" per Lupetti e Coccinelle quale pubblicazione autonoma.
Nell'estate del 1984 alcuni riparti dell'associazione (per un totale di 1000 esploratori e guide) partecipano all'Eurojam dell'Unione Internazionale Guide e Scouts d'Europa organizzato a Chateauroux (Indre) in Francia.
Nel 1985 l'associazione viene formalmente riconosciuta dal Presidente della Repubblica.
Nell'estate 1987 vengono realizzati sui Monti Sibillini il Quarto campo Mobile Nazionale Rovers e la Quarta Route Nazionale Scolte.
Il decennio 1980 vede due importanti scissioni dall'associazione.
Dopo che l'associazione chiarì la sua intenzione di seguire una nuova direzione senza rivendicare l'eredità ASCI, nei primi anni Ottanta un gruppo di Capi, che considerava fondamentale il recupero completo di tale eredità (nome e simboli inclusi), si separò dall'associazione originaria. Questo gruppo fondò l'Associazione Scouts e Guide d'Europa (ASGE), che nel 1997 cambiò nome, riprendendo la denominazione Associazione Scautistica Cattolica Italiana (ASCI).
Sul finire del decennio, nel 1990 l'associazione vede una seconda scissione: nel distretto Palermo Ovest alcuni gruppi si federano insieme smettendo di censirsi nella FSE e creando l'associazione Guide e Scouts San Benedetto.

#### Gli anni novanta e 2000
Gli anni novanta vedono l'associazione impegnata nell'Eurojam 1994 come organizzatrice e ospitante, tale campo si tiene infatti sui Monti Cimini (Viterbo).
Culmine di tale evento è il 3 agosto quando papa Giovanni Paolo II riceve i partecipanti in Vaticano.
Nel 1997, l'associazione organizza un Campo Mobile Nazionale Rover e una Route Nazionale Scolte sul massiccio centrale in Francia, tale incontro si conclude con la partecipazione dei clan e fuochi alla XVII Giornata mondiale della gioventù di Parigi.
Il 15 ottobre 1998, l'associazione viene riconosciuta dalla CEI con una lettera del cardinale Camillo Ruini suo presidente.
Nel 2000, in occasione del Giubileo, l'associazione prende parte al comitato organizzatore. Durante le giornate precedenti la Giornata mondiale della gioventù (GMG) viene organizzato un campo di servizio per Clan, Fuochi e Capi. I partecipanti vengono dislocati per diversi servizi annessi all'evento per tutta la città di Roma.
Nel 2003, a Zelasko (Polonia), l'associazione partecipa all'Eurojam. Seppur paese ospite l'associazione italiana ha collaborato attivamente all'organizzazione di tale evento.
In occasione della GMG del 2005 di Colonia viene organizzato un campo stanziale nei pressi di Bonn per i Rover e le Scolte interessate.
Nell'estate 2007, 1300 Rover, Scolte e Capi partecipano al primo Euromoot Federale che si svolge tra Levoca (Slovacchia) e Ceztocowa (Polonia). Anche in questo caso è stato fondamentale l'impegno dell'associazione italiana nell'organizzazione dell'evento.
L'impegno della associazione all'interno della Unione si vede, oltre che nella partecipazione attiva alla organizzazione degli eventi comuni, nel forte sostegno dato dall'associazione italiano alla nascita e sviluppo delle associazioni nazionali di Ungheria prima e Romania poi. Quest'ultima, sviluppatasi in una delle aree più povere di questa nazione, ha beneficiato dell'aiuto organizzativo, formativo ed economico dell'associazione italiana, concretizzatasi in diverse iniziative in cui tutti i soci hanno dato il loro supporto nella crescita della associazione sorella.
Dopo alcuni mesi di stretta collaborazione con alcuni Capi italiani il 24 ottobre 2010 viene attivata anche l'associazione nazionale in Bosnia ed Erzegovina, con le prime promesse di scout cattolici presso la parrocchia di Stup, a Sarajevo, alla presenza del commissario Federale degli Scout d'Europa.

### L'inserimento dell'"Associazione Guide e Scouts d'Europa Cattolici" nel panorama dello scautismo Italiano e Mondiale

#### Le difficoltà iniziali
A seguito del riconoscimento della FSE nella diocesi di Roma il 6 marzo 1986 si riunì per la prima volta la Commissione Paritetica di AGESCI e FSE. Tale commissione fu voluta fortemente dalla Conferenza Episcopale Italiana con lo scopo di confrontare le associazioni nelle strutture, nel metodo, nella chiesa e nel mondo attuale per giungere a una riconciliazione.
Tra il 1986 e il 1987, le due associazioni si incontrarono 7 volte senza però grande successo in quanto si ottiene semplicemente il chiarimento delle reciproche posizioni senza però aprire un dialogo: l'AGESCI ritiene che non ci siano tra le due associazioni differenze tali da giustificare l'esistenza della seconda associazione e ne propone il riassorbimento, la FSE al contrario ribadisce la sua identità metodologica e strutturale e chiede un riconoscimento bilaterale e la creazione di un segretariato che costituisca un raccordo tra le due associazioni e rappresenti entrambe le associazioni nel mondo cattolico.
Non arrivando a un accordo la commissione entra in stallo e termina i suoi lavori.

#### 1990-1993 La mediazione del Centro Studi Baden-Powell
Il dialogo riprende solo nel 1990 quando il Centro studi ed esperienze scout Baden-Powell organizza un convegno "Italia Europa 1992: una sfida per lo scautismo Italiano" alla quale viene invitato il commissario Esecutivo Europeo dell'Organizzazione Mondiale del Movimento Scout (OMMS) Dominique Bénard.
A seguito di ciò, il 19 febbraio 1991 l'associazione presenta ufficiale domanda di affiliazione alla Federazione italiana dello scautismo (FIS). Tale domanda inizialmente non ottiene nessuna risposta, così il 18 maggio 1992 il Centro studi Baden-Powell manda una lettera di sollecito alla presidente federale e ai rappresentanti delle due associazioni membri.
Il 17 ottobre 1992, il nuovo presidente della FIS Walter Bazzano risponde negativamente alla domanda di affiliazione affermando che l'associazione richiedente non soddisfa i requisiti richiesti dallo statuto FIS.
A tale risposta segue una seconda richiesta di affiliazione in cui viene richiesto alla FIS di chiarire quali requisiti non siano rispettati e indicare quali cambiamenti debbano essere intrapresi dalla associazione per potervi aderire, nello stesso giorno, tramite una missiva indirizzata al Centro Studi Baden-Powell (4 dicembre 1992) viene chiarito che l'affiliazione dipende, oltre che dall'adempimento dello statuto, dall'approvazione unanime delle associazioni membri e dal riconoscimento della FSE dalla CEI come associazione cattolica (all'epoca ancora mancante).
A seguito di ciò prende il via uno scambio personale tra il presidente della FIS Bazzano e il presidente della FSE Domenico Pezzato al fine di trovare una soluzione al problema.
Nello stesso periodo il Centro Studi Baden-Powell riprende i contatti con il commissario Esecutivo Europeo dell'OMMS Dominique Bénard informandolo sulla situazione venutasi a creare e chiedendo un intervento propositivo che possa condurre a una soluzione. A seguito di ciò si viene a creare uno scambio epistolare tra questi e i rappresentanti di FSE e AGESCI.
Nel marzo 1993, Mario Sica, successivamente a un lavoro di confronto con lo stesso Dominique Bénard, presenta congiuntamente a Enrico Cellentani una mozione contenente una bozza di documento di intesa e reciproco riconoscimento tra AGESCI e FSE che potesse favorire l'ingresso della FSE nella Fraternità Mondiale dello Scautismo. Tale documento viene presentato al Consiglio Generale AGESCI del 30 aprile 1993 ma non viene votato per mancanza di tempo e ritirato nel successivo incontro del 22/23 maggio.
Il 29 maggio dello stesso anno delegazioni delle due associazioni si incontrano a Milano alla presenza di una delegazione del Corpo nazionale giovani esploratori ed esploratrici italiani (CNGEI). In tale incontro viene richiesta come condizione per la creazione di un collegamento stabile tra le due associazioni l'allontanamento degli scouts d'Europa Italiani dalla UIGSE-FSE, il rifiuto della FSE segna la bocciatura del progetto Sica-Cellentani.

#### 1994-2000 La mediazione della Chiesa e la rappacificazione dello "scautismo cattolico italiano"
In occasione dell'Eurojam 1994, organizzato dall'associazione Italiana, viene invitato papa Giovanni Paolo II a presenziare a tale evento.
Al ricevimento di tale invito la Santa Sede chiede parere alla Conferenza internazionale cattolica dello scautismo (CICS) che esprime parere contrario e trasmettendo al Pontificio consiglio per i laici il "Dossier Scouts d'Europe". Nonostante le indicazioni date dalla CICS il Papa ricevette i 7500 all'Eurojam in Vaticano il 3 agosto.
Pochi mesi dopo, nel novembre dello stesso anno, all'assemblea associativa degli Scouts d'Europa vengono invitati per la prima il presidente Federazione italiana dello scautismo Walter Bazzano e il Capo Scout AGESCI Franco la Ferla, in risposta l'anno successivo in occasione di un incontro nazionale per lupetti e coccinelle con il Papa organizzato dall'AGESCI l'invito viene esteso anche agli iscritti degli Scouts d'Europa. In tale assemblea Franco La Ferla presenta una soluzione per l'ingresso della FSE nella FIS, ma tale proposta non viene apprezzata.
Nel 1997, monsignor Ennio Antonelli, segretario generale della CEI, convoca le dirigenze associative di AGESCI e FSE per promuovere iniziative comuni tra cui l'istituzione di una nuova Commissione che possa consentire la ripresa di colloqui stabili.
Nel 1997, viene promosso un convegno nazionale unitario per gli assistenti ecclesiastici delle due associazioni, nello stesso anno, in occasione della Giornata mondiale della gioventù (GMG) di Parigi, su invito della sezione giovani del Pontificio Consiglio per i Laici, una rappresentanza delle Guide e Scouts d'Europa e una dell'Agesci svolgono insieme una Via Crucis sotto l'egida del Servizio Nazionale della Pastorale Giovanile della CEI.
In una lettera congiunta delle dirigenze AGESCI e FSE datata 27 luglio 1999 che, oltre a costituire un invito a tutti i gruppi a collaborare serenamente e fraternamente, afferma che "non si giustificheranno passaggi da un'associazione all'altra segnati da polemiche o da rotture di rapporti personali e comunitari", tale documento costituisce un'importante presa di posizione delle due associazioni verso quei Capi le cui discordie personali hanno costituito motivo di attrito tra le due associazioni.
All'interno della celebrazione del Giubileo 2000 due importanti eventi sigillano la rappacificazione delle due associazioni: nell'agosto 2000, all'interno della staffetta che porta la Croce dell'Anno Santo a Roma, a Castel Sant'Elia (VT) avviene il passaggio tra una rappresentanza di Rover e Scolte dell'AGESCI e una della FSE e all'interno della GMG la CICS e Conferenza Internazionale Cattolica del Guidismo (CICG) invitano gli Scouts d'Europa a una veglia di preghiera da loro organizzata. Quest'ultimo, oltre a un significativo successo del lavoro svolto delle due associazioni, rappresenta un importante passo in avanti sul piano internazionale nella risoluzione dei rapporti tra CICS e UIGSE-FSE che, abbandonate le posizioni di antitesi, dal 2003 coesisteranno come rappresentanti dello Scautismo Cattolico nel panorama internazionale. Il 23 agosto del medesimo anno, infatti, il Pontificio consiglio per i laici concesse il riconoscimento alla UIGSE-FSE, riconoscendo per la prima volta nel mondo un movimento scout cattolico oltre a CICS e CICG.
Negli anni successivi, sulla scia delle iniziative promosse e sulla spinta dei due commissariati associativi, si registra un aumento delle iniziative comuni soprattutto a livello locale.

## Terminologia
La terminologia della FSE riprende in buona parte quella dell'ASCI, parlando ad es. di "squadriglie" e "riparti".